# Zoltán Berczik

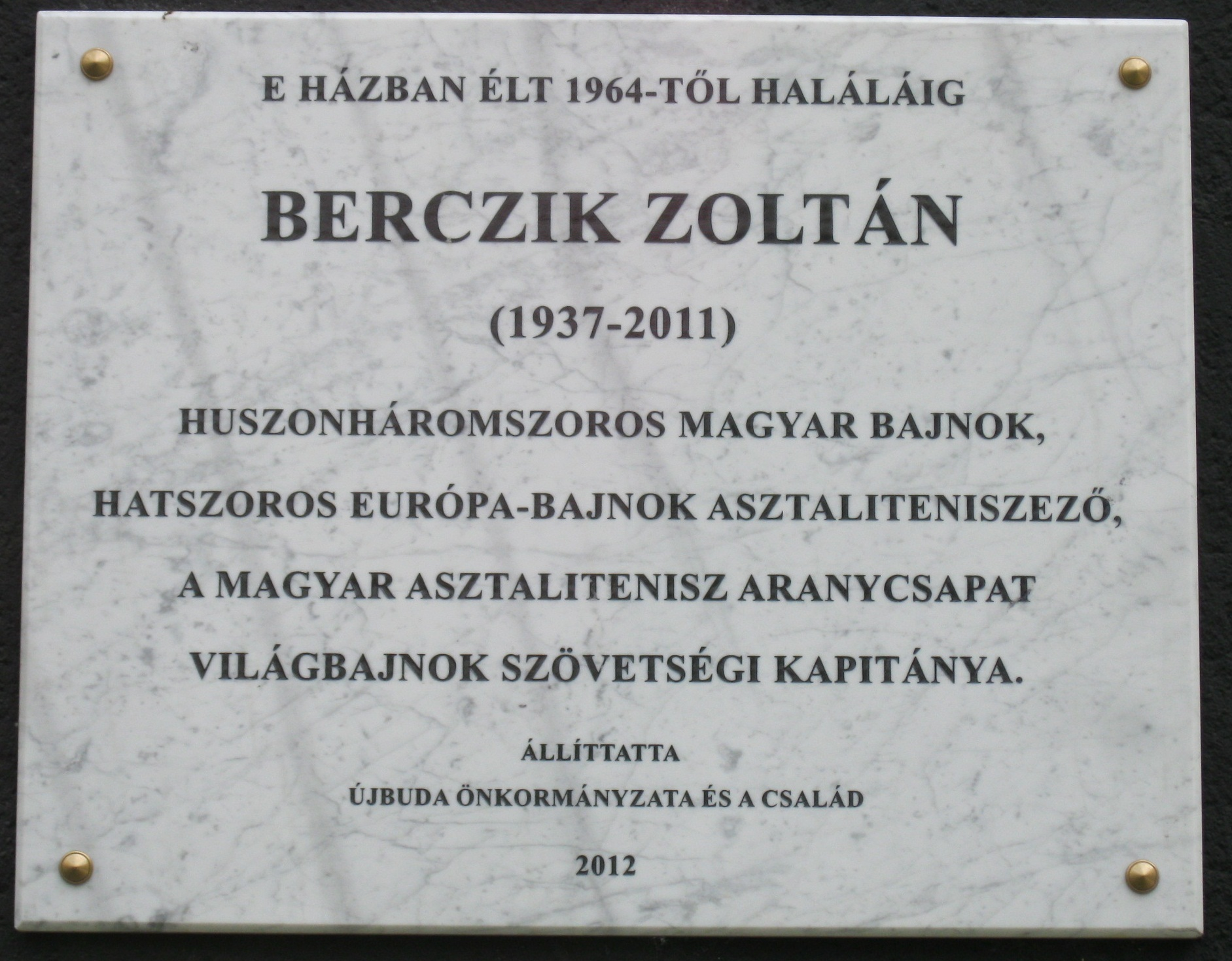
Gedenktafel in Budapest

Zoltán Berczik [ˈzoltaːn ˈbɛrtsik] (* 7. August 1937 in Novi Sad; † 11. Januar 2011 in Budapest) war ein ungarischer Tischtennisspieler.
Er gehörte Ende der 1950er Jahre zu den besten europäischen Tischtennisspielern und gewann mit seinem betont athletischen Spiel die ersten beiden Titel bei den Tischtenniseuropameisterschaften.
Berczik begann seine Karriere als Abwehrspieler. Mit Aufkommen des Topspins Ende der 1950er Jahre stellte er sein Spiel auf Angriff um.

## Nationale Erfolge
Bei den ungarischen Meisterschaften holte er von 1959 bis 1964 ununterbrochen den Titel im Einzel. Den Doppelwettbewerb gewann er 1959 mit László Földy, 1960 und 1961 mit Ferenc Sidó, 1962 mit Miklós Péterfy, 1963 mit János Faházi sowie 1967 mit István Jónyer. Im Mixed siegte er 1957 mit Gizella Farkas und 1960 mit Éva Kóczián.
Die Mannschaftsmeisterschaften holte er 1957, 1958, 1959, 1962 und 1964 mit dem Verein Vasútépítő Törekvés SK sowie 1965, 1966, 1967 und 1969 mit Bp. Vasutas SC.

## Weltmeisterschaften
Fünfmal nahm Berczik an Weltmeisterschaften teil: 1957 holte er Silber mit der ungarischen Mannschaft. Dies gelang erneut bei der WM 1959, bei der er zusätzlich Bronze im Doppel (mit László Földy) und im Mixed (mit Gizella Lantos-Gervai-Farkas) erzielte. Bei der WM 1961 wurde er Dritter mit der Mannschaft und Vizeweltmeister im Doppel mit Ferenc Sidó. 1963 und 1965 konnte er keine Medaillen mehr gewinnen.

## Europameisterschaften
Bei der Jugend-Europameisterschaft 1955 in Stuttgart kam er im Doppel mit Sandor Ujvaari bis ins Endspiel, in dem er aber den deutschen Franz-Joseph Wedig/Roland Süßmann unterlag.
Seine größten Erfolge erzielte er bei den Europameisterschaften 1958 und 1960. Hier wurde er jeweils Europameister im Einzel und mit der ungarischen Mannschaft. Somit war er der erste Europameister seit Beginn der EM-Austragung. 1958 gewann er noch im Mixed mit Gizella Lantos, 1960 den Doppelwettbewerb mit Ferenc Sidó. Bei der EM 1964 erreichte er im Einzel das Endspiel, das er gegen Kjell Johansson verlor, und im Doppel das Halbfinale.

## Trainer und Autor
Ab 1969 war er als Nationaltrainer für die ungarische Nationalmannschaft verantwortlich. In seiner Amtszeit wurden Tibor Klampár / István Jónyer 1971 Weltmeister im Doppel. Nach einem Aufenthalt in Japan wurde er 1985 Trainer des Vereins Vasutas SC Budapest. In den 1990er Jahren schrieb er für Trainer eine Artikelreihe zur Tischtennistaktik:
- 1992: Taktik (2): Festlegung der Taktik für ein Match
- 1992: Taktik (3): Die Taktik des Offensivspielers
- 1993: Taktik (5): Übungen für Offensivspieler
- 1993: Taktik (6): Übungen für Offensivspieler
- 1994: Taktik (7)
- 1994: Taktik (8)

1996 beendete Berczik seine Trainerlaufbahn.

## Turnierergebnisse
| Verband | Veranstaltung                         | Jahr | Ort            | Land | Einzel        | Doppel        | Mixed         | Team |
| ------- | ------------------------------------- | ---- | -------------- | ---- | ------------- | ------------- | ------------- | ---- |
| HUN     | Europameisterschaft                   | 1964 | Malmö          | SWE  | Silber        | Halbfinale    |               |      |
| HUN     | Europameisterschaft                   | 1960 | Zagreb         | YUG  | Gold          | Gold          | Viertelfinale | 1    |
| HUN     | Europameisterschaft                   | 1958 | Budapest       | HUN  | Gold          | Viertelfinale | Gold          | 1    |
| HUN     | Jugend-Europameisterschaft (Junioren) | 1955 | Ruit-Stuttgart | FRG  |               | Silber        |               |      |
| HUN     | Weltmeisterschaft                     | 1965 | Ljubljana      | YUG  | letzte 32     | letzte 32     | letzte 64     | 9    |
| HUN     | Weltmeisterschaft                     | 1963 | Prag           | TCH  | letzte 16     | letzte 32     | letzte 64     | 9    |
| HUN     | Weltmeisterschaft                     | 1961 | Peking         | CHN  | letzte 128    | Silber        | letzte 64     | 3    |
| HUN     | Weltmeisterschaft                     | 1959 | Dortmund       | FRG  | Viertelfinale | Halbfinale    | Halbfinale    | 2    |
| HUN     | Weltmeisterschaft                     | 1957 | Stockholm      | SWE  | Viertelfinale | letzte 32     | keine Teiln.  | 2    |